# Jaume Carner i Romeu
Jaume Carner i Romeu (el Vendrell, el Baix Penedès, 22 de febrer de 1867 — Barcelona, 27 de setembre 1934) fou un advocat i polític català, avi de Joan Reventós i Carner.

## Biografia
Fill de Joan Carner Corvella, veterinari, i Josefa Romeu Escofet. Estudià a les Escoles Pies de Barcelona. Es llicencià en Dret a la Universitat de Barcelona el 1886, i començà a treballar de passant al bufet de l'antic alcalde de Barcelona Francesc Rius i Taulet. Avi de Joan Reventós i Carner i Jaume Carner i Suñol.

### Vida política
El 1899 fou vicepresident del Centre Nacional Català, presidit per Narcís Verdaguer i Callís. Quan aquest es va fusionar el 1901 amb la Unió Regionalista per formar la Lliga Regionalista, fou un dels dirigents del nou partit, on representà la tendència republicana i d'esquerra enfront de la conservadora d'Enric Prat de la Riba i Francesc Cambó.
La seva actuació el va convertir en una de les figures més conegudes del catalanisme als ambients populars de començaments del segle xx. Fou el principal organitzador de la candidatura dita dels "quatre presidents" per a les eleccions legislatives del 19 de maig del 1901), que suposaran l'ensorrament polític del caciquisme a Catalunya. Fou elegit regidor de l'Ajuntament de Barcelona, on destacà com a organitzador i per la seva combativitat enfront dels elements tèrbols del municipi. El 1904, després de la visita d'Alfons XIII a Barcelona, se separarà de la Lliga Regionalista, junt amb Domènech i Montaner i amb un grup d'escindits més esquerrans funden el diari El Poble Català.
A finals del 1906 participà en la fundació del Centre Nacionalista Republicà (CNR), del quel fou elegit president, i a l'ajuntament de Barcelona defensà el projecte de pressupost de cultura de Pere Coromines contra el parer de la Lliga i dels republicans d'Alejandro Lerroux. Participà activament en l'organització de Solidaritat Catalana, amb la que fou elegit diputat pel Vendrell. El 1910 fou un dels fundadors de la Unió Federal Nacionalista Republicana (UFNR), que substituí el CNR. El 1914 fou un dels artífex del pacte de Sant Gervasi, coalició electoral d'UFNR amb el Partit Republicà Radical, força desprestigiat aleshores, que acabà amb una gran derrota davant la Lliga Regionalista. Carner fou elegit diputat pel Vendrell, però la davallada de la UFNR s'accentuà a les eleccions generals del 1916, i va perdre l'acta de diputat. Aleshores es va mantenir allunyat de la polític i es dedicà a fer d'advocat; el seu bufet esdevingué un dels més prestigiosos de Catalunya, ell mateix assolí una gran fama de jurista, alhora que participava en la promoció d'empreses industrials catalanes.
En proclamar-se la Segona República Espanyola fou elegit diputat a les corts constituents amb Esquerra Republicana de Catalunya, tot i que no participà gaire en la formació d'aquest partit, i com a membre de la Diputació Provisional de Catalunya, formà part de la comissió que redactà el projecte d'Estatut d'Autonomia de Catalunya, aprovat pel poble català en massa i presentat a les Corts Constituents pel govern de la Generalitat de Catalunya. El 15 de desembre de 1931 fou designat ministre de finances del segon govern de Manuel Azaña; nomenà secretari Artur Perucho i Badia. Des del seu nou càrrec plantejà la reforma tributària i elaborà el primer pressupost de la Segona República. Se'l considera el precursor de l'establiment de l'actual impost sobre la renda.

### Mort
Malalt de càncer, hagué de dimitir pel juny del 1933. Morí el 27 de setembre de 1934, pocs dies abans dels fets del sis d'octubre. Publicà Els catalans i el comerç modern (1919) i diversos treballs jurídics i econòmics.